# ショックウェイブ (航空機)
ショックウェイブ（Shockwave）は、アメリカ合衆国で制作中の速度記録機。もしくはエアレース用飛行機（エアレーサー）。

## 概要
アメリカの飛行家ダリル・グリーネマイヤーらのチームは、1988年に時速600マイル（約966 km/h）に到達できるレシプロ航空機の制作計画を立案した。設計はP-51改造の「レッドバロン」や新規設計機「ツナミ」などのエアレーサーの設計を手がけたブルース・ボーランド（Bruce Boland）が行った。なお、ショックウェイブの設計がボーランドの遺作となった。制作中には、2009年のリノ・エアレース会場で未完成の状態で売り出されたこともあったが、2014年現在もグリーネマイヤーらによって制作が続けられている。完成後にはF8F改造のエアレーサー「レア・ベア」が保有するレシプロ機の最大速度記録850.26 km/hや、ターボプロップエンジンを装備するTu-95の最大速度950 km/hを破ることを計画している。
機体は単発単座。時速600マイル突破のために選択されたエンジンは空冷四重星型28気筒のプラット・アンド・ホイットニー R-4360で、空気抵抗を低減する特殊な形状のカウリングに納められている。排気は推力排気式。プロペラは3翅の遷音速プロペラを使用する。胴体は新規設計によるものだが、主翼はシーフューリー、尾翼はF-86、降着装置はT-2 バックアイのものを流用している。
なお、公式サイトの完成予想イラストには、日本人の漫画家松田未来の絵が用いられている。